# غيرولشتاين
غرول اشتين (بالألمانية: Gerolstein) هي بلدة ألمانية تقع في ألمانيا في راينلند بالاتينات.  يقدر عدد سكانها بـ 7,581 نسمة .

## توأمة
لغيرولشتاين اتفاقيات توأمة مع كل من:
- Digoin [الإنجليزية]‏ [5]
- خيلزه آن راين [5]